# Brunello Cucinelli
Brunello Cucinelli, né le 3 septembre 1953 à Castel Rigone, près de Pérouse, en Ombrie, en Italie, est un styliste et un entrepreneur italien.

## Biographie
Bruno Cucinelli est le fils d'un agriculteur devenu plus tard ouvrier dans une cimenterie. Il suit des études secondaires et après le baccalauréat, s’inscrit dans une faculté d'ingénierie pour devenir géomètre dont il sort sans diplôme en 1975. À l'époque il fréquente les bars et se qualifie lui-même de « glandeur ». Dans le même temps il revendique le fait d'avoir plus appris dans les bars et le milieu populaire que sur les bancs de la faculté,. En 1978 il commence l’activité entrepreneuriale.
En 1982 il épouse Federica Benda avec qui il a deux filles, Camille et Carolina.

## Activités professionnelles
Brunello Cucinelli a fondé une marque italienne du secteur du luxe qui porte son nom, connue pour ses produits en cachemire, qui se veut une entreprise aux produits de grand luxe. Son entreprise emploie 783 salariés et elle est située à Solomeo, un hameau de la commune de Corciano en Ombrie en Italie. Son entreprise a un rayonnement international.
Son entreprise a été créé en 1978. Les premiers produits commercialisés sont des pulls en cachemire pour femme. Il est surnommé à ce titre Le Prince du cashmire,.
Dans les années 1970, il tire son inspiration économique des lectures de l'économiste américain Théodore Levitt qui le poussent à miser sur le créneau du grand luxe pour ne pas être concurrencé par les produits des pays émergents. 40 ans plus tard, en 2012, Cucinelli pensait encore en ces termes, ajoutant que ces mêmes pays émergents, Chine, Inde, Brésil, ne constituaient plus des concurrents mais un futur marché porteur qui annonce un « siècle d'or » pour les entreprises européennes de luxe telle que la sienne. Une autre inspiration pour l'entrepreneur fut l'exemple de Benetton à l'international dans les années 1970 avec des pulls en shetland.
En 1985 Brunello Cucinelli achète l’ancien château de Solomeo, un petit village aux portes de Pérouse où, en 1987 et après deux ans de travaux de rénovation, il y transfère le siège social de son entreprise.
En 1994 le lancement de la première collection homme Brunello Cucinelli a lieu, ainsi que l'ouverture d'un premier magasin monomarque à Porto Cervo. En 2002, parallèlement au renforcement de la distribution par le biais du réseau multimarque, il entame une stratégie de développement des magasins monomarques dans les principales capitales du monde. En 2009 a lieu le lancement d'une première ligne de chaussures.
En 2010 son entreprise atteignait 150 millions d'euros de chiffre d'affaires et a une croissance de 16 %.
En 2012 sa société est introduite en bourse à la bourse de Milan,, en obtenant un résultat favorable : la demande d’actions est égale à 17 fois l’offre, ainsi Le 27 avril 2012, premier jour en tant que société cotée, la valeur du titre Brunello Cucinelli croit de 49,7 %. Le 10 septembre 2012 le cours de l'action avait augmenté de 50 % depuis l'introduction en bourse.
En 2012 le chiffre d'affaires de l'entreprise était de 279 millions d’euros. Aujourd'hui plus d’un million de pièces par an y sont produites (chapellerie, manteaux, pulls, robes, chaussures, accessoires),. Elle est présente dans 54 pays avec un millier de points de vente et 70 boutiques.
Avec la diversification de son entreprise aujourd'hui la production de cachemire représente 50 % de l'activité.

## Activités philanthropiques et de conservation du patrimoine
Brunello Cucinelli est surnommé en Italie « l'entrepreneur humaniste » ou « le capitaliste franciscain ».
Sorti de l'école d'ingénieur sans diplôme il est qualifié d'« ingénieur manqué passionné de philosophie ».
Sa passion pour la philosophie antique l'a amené à recevoir en 2011 le titre de Docteur honoris causa en philosophie et éthique des relations humaines de l’université de Pérouse.
Il dit être également passionné de yoga, musique, théâtre. Il s'est rêvé en moine et se revendique ouvertement de Saint François d'Assise, Aristote, Sénèque, et Kant simultanément, ou encore d'Hadrien, Paul de Tarse, Karl Marx, et Obama concomitamment, ailleurs de Laurent le Magnifique et de la Renaissance, mais aussi du théologien suisse Hans Kung.
L'économiste américain Théodore Levitt est aussi de son inspiration
.
Il est réputé pour concilier capitalisme et éthique et avoir le souci du bien-être de ses employés qui sont payés 20 % de plus que ne le prévoit la convention du secteur,,.
En 2012, après l'entrée en bourse de son entreprise, il a décidé de partager ses bénéfices avec ses 783 employés qui, en décembre de la même année, ont reçu chacun 6 385 €.
L'homme d'entreprise a déclaré à ce sujet « C’est un choix et un don personnel, pour remercier ceux qui nous ont aidés à croître, grâce à leur travail ».
Il réserve 20 % de ces profits pour financer des activités philanthropiques et culturelles.
Il a ainsi financé la construction d'un hôpital et d'une école au Malawi.
De 1985-2001 il a commandité des travaux de rénovation et restauration du village médiéval de Solomeo où se trouve son entreprise,,.
Il y a créé de 2002 à 2008 un complexe appelé “Foro delle Arti” (Forum des Arts),,, comprenant un théâtre de 240 places, un amphithéâtre, un giardino pensile (jardin de philosophie),, un centre d'apprentissage aux métiers artisanaux où l'on apprend les techniques de la confection, mais aussi l'horticulture et le jardinage, et la maçonnerie traditionnelle,, une bibliothèque, et une Accademia Neoumanistica (Académie néo-humaniste).
Il a déclaré que la rénovation du village et des lieux où siège son entreprise pouvait être aussi un moyen marketing pour valoriser ses propres produits.
Il a reçu, en 2009, le prix Ernst & Young du meilleur entrepreneur (en), pour ses actions philanthropiques et culturelles,.,